# Алто (Џорџија)
Алто (Џорџија) (енгл. Alto) град је у америчкој савезној држави Џорџија. По попису становништва из 2010. у њему је живело 1.172 становника.

## Демографија
Према попису становништва из 2010. у граду је живело 1.172 становника, што је 296 (33,8%) становника више него 2000. године.
| Група             | 2000.       | 2010.       |
| Белци             | 600 (68,5%) | 571 (48,7%) |
| Афроамериканци    | 27 (3,1%)   | 27 (2,3%)   |
| Азијати           | 52 (5,9%)   | 41 (3,5%)   |
| Хиспаноамериканци | 176 (20,1%) | 511 (43,6%) |
| Укупно            | 876         | 1.172       |